# بنو نعيم (قبيلة)
بنو نعيم هي اتحاد قبلي كبير يتمركز تاريخيًا في منطقتي حوران والجولان في سوريا.

## التاريخ
كانت بنو نعيم القبيلة المهيمنة في حقل اللجاة البركاني في حوران خلال القرن السادس عشر، حيث سُجلت كأكبر قبيلة بين 1,122 أسرة بدوية. في القرنين الثامن عشر والتاسع عشر، كانت القبيلة، إلى جانب قبيلة آل الفضل، ترعى قطعان الأغنام في هضبة الجولان، مما يعكس أسلوب حياتها شبه البدوي.
في العصر الحديث، أصبحت بنو نعيم حضرية إلى حد كبير وتُعتبر واحدة من أكبر أربع قبائل في محافظتي درعا والقنيطرة بجنوب سوريا. تاريخيًا، يُعتقد أن قبائل أخرى كبرى في المنطقة، مثل الزعبي، والحريري، والرفاعي، تعود بأصولها إلى بنو نعيم، رغم أن هذا الانتماء محل جدل.
خلال الحرب الأهلية السورية، كان للقبيلة حضور كبير في شمال غرب محافظة درعا، لا سيما في المناطق بين الشيخ مسكين ونوى وجاسم في منطقة إزرع، وكذلك في محافظة القنيطرة المجاورة. برز من القبيلة قادة بارزون في الجبهة الجنوبية من الجيش السوري الحر، مثل اللواء عبد الإله البشير والعقيد عبدو نعيمة.